# OV-netabonnement
Een OV-Jaarabonnement of OV-Jaarkaart was een vervoerbewijs waarmee onbeperkt van het Nederlandse openbaar vervoer gebruik kon worden gemaakt. Het is vervangen door de combinatie van Altijd Vrij Jaar met BTM Vrij voor BTM.